# Cyrtocamenta pygmaea
Cyrtocamenta pygmaea är en skalbaggsart som beskrevs av Brenske 1897. Cyrtocamenta pygmaea ingår i släktet Cyrtocamenta och familjen Melolonthidae. Inga underarter finns listade i Catalogue of Life.